# Distretto di Tėlmėn
Il distretto di Tėlmėn è uno dei ventiquattro distretti (sum) in cui è suddivisa la provincia del Zavhan, in Mongolia. Conta una popolazione di 2.820 abitanti (censimento 2005). 